# Tacitus (keizer)
Marcus Claudius Tacitus (Terni 200? - juni 276) was een Romeins keizer van 25 september? 275 tot juni 276.
Van keizer Tacitus is weinig bekend, behalve uit de Scriptores Historiae Augustae, maar aan de betrouwbaarheid van deze bron wordt getwijfeld. Na een interregnum van acht maanden liet het leger de keuze van een keizer aan de Senaat over. De senaat koos voor Tacitus, een vrij oude en rijke senator. Tacitus zorgde ervoor dat de senaat een deel van zijn verloren macht terugkreeg.
Intussen hadden de Franken, Colonia Ulpia Traiana (nabij de Duitse stad Xanten) veroverd. Op weg naar Neder-Germanië kreeg hij plots hoge koorts en stierf vermoedelijk aan de pest. Zijn halfbroer Florianus, prefect van de pretoriaanse garde volgde hem op.